# Cornelis Ignatius Branger
Pour les articles homonymes, voir Branger.
Cornelis Ignatius Branger, né le 14 octobre 1750 à Amsterdam et mort dans cette ville le 8 février 1803, est un homme politique néerlandais.

## Biographie
Armateur et marchand de grain amstellodamois, Branger entre au comité du commerce et de la navigation d'Amsterdam le 26 janvier 1795, à la faveur de la Révolution batave qui renouvelle les institutions néerlandaises. Le 10 juin, il entre dans la municipalité d'Amsterdam et en est élu député à la première assemblée nationale batave en février 1796. Modéré, il siège à la commission des Finances et travaille sur le projet de loi sur la séparation de l'Église et de l'État. Il est réélu en septembre 1797, lors du renouvellement de l'assemblée. Il est contraint de démissionner après le coup d'État unistariste du 22 janvier 1798.
En mars 1800, il est élu au Corps représentatif batave mais refuse de siéger.